# Найджел, Конрад

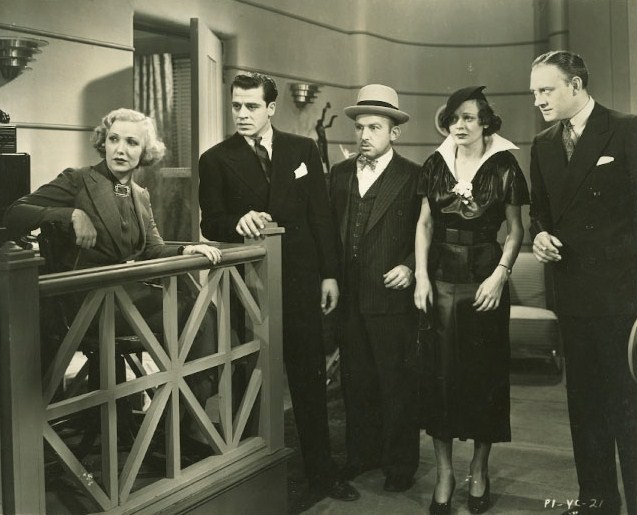
«Жёлтый груз» (1936). Слева направо: Делл, Клаудия, Джек Ла Ру, Винс Барнетт, Хант, Элинор и Конрад Найджел.

Конрад Найджел (англ. Conrad Nagel; 16 марта 1897 — 24 февраля 1970) — американский актёр, начавший свою карьеру в эпоху немого кино, актёр радио и телевидения. Один из основателей Академии кинематографических искусств и наук.

## Биография
Родился в городе Кеокук, Айова, в семье музыканта Фрэнка, и его жены Фрэнсис (урождённая Мерфи). Его отец стал деканом консерватории в колледже Хайленд-Парк и когда Найджелу было три года, семья переехала в Де-Мойн.
После окончания учёбы в колледже Хайленд-Парк, Найджел поехал в Калифорнию, чтобы продолжить свою карьеру в сравнительно молодой киноиндустрии. Молодой Найджел с его высоким ростом, голубыми глазами и кудрявыми светлыми волосами был замечен руководителями многих студий.
Найджел сразу получил роль в кино, закрепившую за ним определённый образ. Его первым фильмом стала экранизация классического романа Луизы Мэй Олкотт «Маленькие женщины» (1918), которая быстро привлекла к себе внимание общественности. В 1918 году Нагель вступил в исторический театральный клуб «Ягнята».
В 1927 году Найджел снялся вместе с Лоном Чейни, Марселин Дэй, Генри Вольтхоллом и Полли Моран в утерянном фильме ужасов Тода Браунинга «Лондон после полуночи».
В отличие от многих звёзд эпохи немого кино, Конрад Найджел без особых усилий перешёл к звуковым фильмам и провел следующие несколько десятилетий как успешный актёр. Он также часто выступал на радио и снимался во многих телепередачах. С 1937 по 1947 годы он вёл радиопрограмму Silver Theater.
11 мая 1927 года Найджел был среди 35 других учредителей Академии кинематографических искусств и наук, позднее став президентом организации (1932—1933). Также он был одним из основателей Гильдии киноактёров США.
Найджел был ведущим 3-й церемонии награждения премиями «Оскар», состоявшейся 5 ноября 1930 года, а также 5-й церемонии вручения премий (18 ноября 1932). 19 марта 1953 года он был соведущим с Бобом Хоупом на 25-й церемонии.
Найджел женился три раза. Его первая жена, Рут Хелмс, родила в 1920 году дочь, Рут Маргарет. Его второй женой была актриса Линн Меррик. Третья жена, Майкла Колсон Смит, родила ему сына Майкла в конце 1950-х годов.
Найджел умер 24 февраля 1970 года в Нью-Йорке, в возрасте 72 лет, и был кремирован в Норт-Бергене, штат Нью-Джерси. Похоронен на лютеранском кладбище в Варшаве, штат Иллинойс.

## Избранная фильмография
| Год  |   | Русское название            | Оригинальное название       | Роль                   |
| ---- | - | --------------------------- | --------------------------- | ---------------------- |
| 1924 | ф | Сноб                        | The Snob                    | Херрик Эпплтон         |
| 1928 | ф | Славная Бетси               | Glorious Betsy              | Жером Бонапарт         |
| 1928 | ф | Таинственная леди           | The Mysterious Lady         | капитан Карл фон Раден |
| 1929 | ф | Голливудское ревю 1929 года | The Hollywood Revue of 1929 | в роли самого себя     |
| 1929 | ф | Поцелуй                     | The Kiss                    | Андре Дюбайл           |
| 1930 | ф | Развод                      | The Divorcee                | Пол                    |
| 1931 | ф | Ист Линн                    | East Lynne                  | Роберт Карлайл         |
| 1931 | ф | Плохая сестра               | The Bad Sister              | доктор Дик Линдли      |
| 1940 | ф | Миллион лет до нашей эры    | One million B. C.           | рассказчик             |
| 1955 | ф | Всё, что дозволено небесами | All That Heaven Allows      | Харви                  |